# Ormia lenti
Ormia lenti är en tvåvingeart som beskrevs av Tavares 1965. Ormia lenti ingår i släktet Ormia och familjen parasitflugor. Inga underarter finns listade i Catalogue of Life.